# ردة طاها (شلاهي)
ردة طاها (بالفارسية: رده طاها) هي منطقة سكنية تقع في إيران في قسم شلاهي الريفي. يقدر عدد سكانها بـ 557 نسمة بحسب إحصاء 2016.